# Beagle
Beagle[Nota] ou bigle é uma raça de cães de caça de pequeno a médio porte originária do Reino Unido. De acordo com a Federação Cinológica Internacional, seu padrão é o número 161, a raça está inserida no grupo 6, pertencente a seção 1. O Beagle é um membro do grupo hound, é similar na aparência ao foxhound porém menor, com pernas mais curtas e orelhas mais longas e macias. Beagles são sabujos, desenvolvidos principalmente para o rastreamento de coelhos, lebres e outros animais na caça. Eles têm um olfato apurado e o seu instinto de rastreamento faz com que essa raça seja usada como cães farejadores em atividades como importações proibidas de produtos agrícolas e de gêneros alimentícios em quarentena em todo o mundo. Beagles são inteligentes e são populares como animais de estimação por causa de seu tamanho, temperamento e ausência de problemas de saúde genéticos. Essas características também tornam o cão um alvo para testes em animais.
Embora os cães da raça beagle existam há mais de dois mil anos, a raça moderna foi desenvolvida no Reino Unido por volta de 1830 a partir de várias raças, incluindo a talbot hound, o north country beagle, o southern hound e possivelmente o harrier.
Os beagles são representados na cultura popular desde a época elizabetana na literatura e na pintura e, mais recentemente, no cinema, televisão e quadrinhos. O Snoopy dos quadrinhos Peanuts tem sido promovido como o "beagle mais famoso do mundo".

## História

### Origem
Cães de tamanho e finalidade semelhantes ao do moderno beagle[a] podem ser encontrados desde a Grécia Antiga, no século V a.C. Xenofonte, nascido por volta de 433 a.C., em seu Tratado Sobre a Caça ou Cynegeticus, refere-se a um cão que caça lebres através do olfato e as segue a pé. Cães de pequeno porte são mencionados na legislação florestal de Canuto, que dispensou-os da portaria que ordenou que todos os cães capazes de abater até um veado deveriam ter uma pata mutilada. Se verdadeiro, essas leis confirmam que cães de tipo beagle estavam presentes na Inglaterra antes de 1016, mas é provável que as leis foram escritas na Idade Média para dar uma sensação de antiguidade e tradição à Lei das Matas.

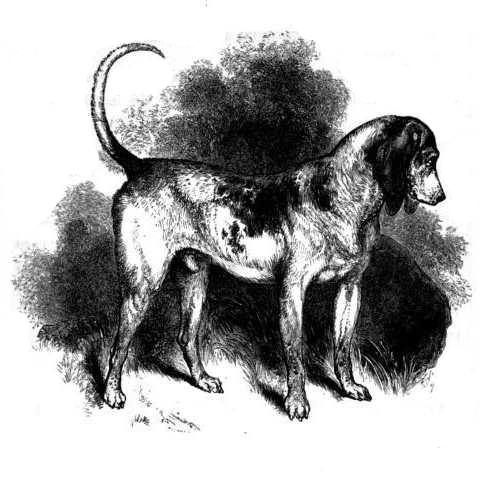
O Southern Hound é considerado um antepassado do Beagle moderno.

No século XI, Guilherme, o Conquistador, levou o cão talbot para a Inglaterra. O Talbot era predominantemente branco e lento, derivado do Cão de Santo Humberto, que havia sido desenvolvido no século VIII. Em algum momento os Talbots ingleses foram cruzados com Galgos ingleses dando-lhes mais velocidade. Há muito extinto, o Talbot provavelmente deu origem ao southern hound que, por sua vez, é considerado como um antepassado do moderno Beagle.[b]
Desde os tempos medievais, o termo beagle foi usado como uma descrição genérica para os cães menores, embora estes cães diferissem consideravelmente da raça moderna. Raças de cães pequenos do tipo beagle eram conhecidas desde os tempos de Eduardo II e Henrique VII, visto que ambos tinham matilhas de Glove Beagles, assim chamado desde que eram pequenos o suficiente para caber em uma luva, e a Rainha Elizabete I manteve uma raça conhecida como Pocket Beagle, que tinha entre 20 cm e 23 cm na altura do ombro. Pequena o suficiente para caber em uma "bolsa" ou alforje, que andava junto na caça. Os cães maiores iam presos ao chão, em seguida, os caçadores libertavam os cães pequenos para continuar na perseguição pela vegetação rasteira. Elizabete I se refere aos cães como singing beagles e entretinha os convidados, muitas vezes em sua mesa real, deixando-os os seus pocket beagles pinoetar em meio a seus pratos e copos. Fontes do século XIX se referem a estas raças indistintamente e é possível que os dois nomes se refiram à mesma variedade de pequeno porte. Em Researches into the History of the British Dog, de George Jesse,  de 1866, o poeta e escritor do início do século XVII, Gervase Markham, é citado referindo-se ao beagle como pequeno o suficiente para ficar na mão de um homem.
Normas para a pocket beagle foram elaboradas apenas em 1901, essas linhagens genéticas estão agora extintas, embora os criadores modernos tenham tentado recriá-las.

### Século XVIII

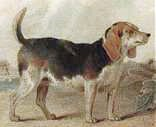
Esta imagem do fim do século XIX mostra um cão com um corpo mais pesado e sem as características refinadas de raças posteriores.

Por volta do século XVIII duas raças foram desenvolvidas para caçar lebres e coelhos: o southern hound e north country beagle (ou northern hound). O southern hound, um cão alto, pesado, com uma cabeça quadrada e orelhas longas e macias, era comum ao sul do rio Trent e, provavelmente, intimamente relacionado com a talbot hound. Apesar de lento, tinha força e uma excelente capacidade olfativa. O north country beagle, possivelmente um cruzamento entre o talbot e o galgo, foi criado principalmente em Yorkshire e era comum nos municípios do norte. Era menor do que o southern hound, menos corpulento e com um focinho mais pontudo. Era mais rápido do que o seu homólogo do sul, mas as suas capacidades olfativas eram muito menos desenvolvidas. Tal como a caça à raposa tornou-se cada vez mais popular, os números dos dois tipos de hound diminuíram . Os cães do tipo beagle foram cruzados com outras raças maiores, como stag hounds, para produzir o foxhound moderno. As variedades do beagle chegaram perto da extinção, mas alguns agricultores do sul garantiram a sobrevivência das raças protótipo, mantendo as raças pequenas de caça ao coelho.

### Desenvolvimento da raça moderna
O reverendo Phillip Honeywood estabeleceu a sua matilha de beagles em Essex em 1830 e acredita-se que este grupo formou a base para a raça moderna de beagles. Embora os detalhes da linhagem dessa matilha não tenham sido registrados, acredita-se que north country beagles e south hounds foram fortemente representados; William Youatt suspeita que Harriers formem uma boa parte da linhagem dos beagles, mas a origem do harrier é em si mesmo obscura. Os Beagles de Honeywood eram pequenos, situando-se em cerca de 25 cm na altura do ombro e eram puramente brancos de acordo com John Mills (escrito em The Sportsman's Library em 1845). O Príncipe Alberto e o Lord Winterton também tinham matilhas de beagles em torno desta época e o auxílio real, sem dúvida, levou ao renascimento do interesse pela raça, mas a matilha de Honeywood foi considerada a melhor das três.

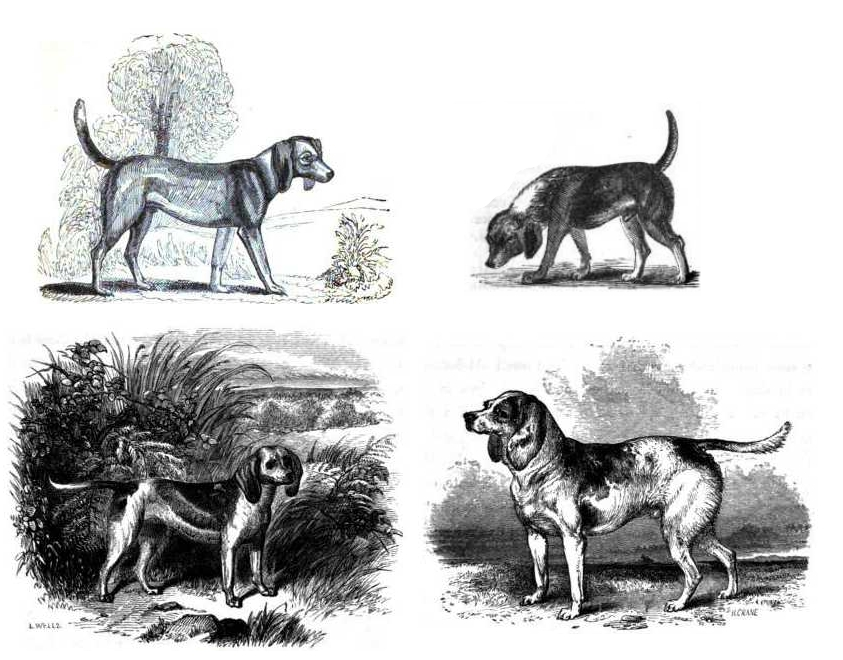
Imagens antigas de Beagles (em sentido horário de esquerdo superior): 1833, 1835, Stonehenge's Medium (1859, 1852) e Beagle Anão (1859).

Embora creditado como o desenvolvedor da raça moderna, Honeywood concentrou-se na produção de cães de caça e deixou para Thomas Johnson o trabalho de refinar a reprodução para produzir cães que eram caçadores atraentes e capazes. Duas raças foram desenvolvidas: as variedades de pelo áspero e liso. O beagle de pêlo duro sobreviveu até o início do século XX e não há registros de um cão dessa variedade fazendo uma aparição em uma apresentação de cachorro desde 1969, mas esta variedade está extinta, provavelmente por ter sido absorvida pela linhagem padrão dos beagles.
Nos anos 1840, um tipo de Beagle padrão estava começando a se desenvolver: a distinção entre north country beagle e o southern hound tinha sido perdida, mas ainda havia uma grande variação no tamanho, características e confiabilidade entre as raças emergentes. Em 1856, "Stonehenge" (o pseudônimo de John Henry Walsh, editor da revista The Field), classificou no Manual of British Rural Sports divisões de beagles em quatro variedades: o beagle médio; o beagle anão; o beagle raposa (a versão menor e mais lenta do foxhound); e o beagle terrier, que ele classificou como um cruzamento entre qualquer uma das outras variedades e uma das raças  terrier escocesas. "Stonehenge" também deu o início de uma descrição padrão:
Em tamanho, as medidas do beagle são de 10 polegadas, ou até menos, de 15. Em forma se assemelham ao velho cão de caça do sul em miniatura, mas com mais nitidez e beleza; e eles também lembram esse hound no estilo de caça.
Em 1887, a ameaça de extinção estava em declínio: havia 18 matilhas de beagle na Inglaterra. O Clube do Beagle foi formado em 1890 e, ao mesmo tempo, o primeiro padrão elaborado. No ano seguinte, a Associação de Mestres de Harriers e Beagles foi formada. Ambas as organizações tinham como objetivo promover os melhores interesses da raça e ambas estavam ansiosas para produzir um tipo padrão de beagle. Em 1902, o número de matilhas subiu para 44.

### Exportação
Beagles foram para os Estados Unidos por volta de 1840, mas os primeiros cães foram importados exclusivamente para caça e eram qualidade variável. Como Honeywood apenas começou a criação em 1830, é pouco provável que estes cães eram representantes da raça moderna e a descrição deles como parecendo dachshunds com perna reta e com a cabeça fraca tem pouca semelhança com o padrão. Tentativas sérias de estabelecer uma linhagem de qualidade começaram no início dos anos 1870, quando o general Richard Rowett de Illinois importou alguns cães da Inglaterra e começou a criá-los. Os beagles de Rowett são considerados os formadores dos modelos para o primeiro padrão americano, elaborado por Rowett, LH Twadell e Ellmore Norman em 1887. O Beagle foi aceito como raça pelo American Kennel Club (AKC) em 1884. No século XX a raça se espalhou pelo mundo.

### Popularidade

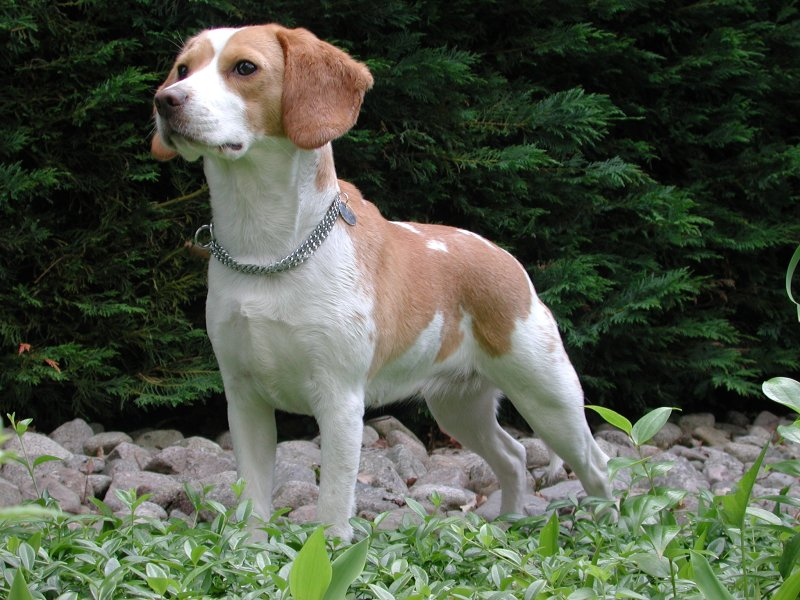
Um tipo atrativo uniforme para a raça desenvolvida no começo do século XX.

Em sua formação, a Associação de Mestres de Harriers e Beagles assumiu a gestão de um programa regular de apresentações em Peterborough que teve início em 1889 e o Clube do Beagle, no Reino Unido, realizou a sua primeira mostra em 1896. A exibição regular da raça levou ao desenvolvimento de um tipo de uniforme, o Beagle continuou a se revelar um sucesso, até a eclosão da Primeira Guerra Mundial, quando todas as apresentações foram suspensas. Após a guerra, a raça novamente lutou pela sobrevivência no Reino Unido: o último dos beagles pocket provavelmente foi perdido durante essa época e os registros caíram para a maior baixa de todos os tempos. Os poucos criadores (nomeadamente Reynalton Canis) conseguiram reavivar o interesse pelo cão e na Segunda Guerra Mundial a raça novamente ganhou popularidade. Os registros caíram novamente após o fim da guerra, mas quase imediatamente foram recuperados. Em 1959, Derawunda Vixen ganhou "Melhor apresentação" na Crufts.
Como cães de raça pura, beagles foram sempre mais populares nos Estados Unidos e Canadá do que em seu país natal. O Clube Nacional do Beagle da América foi fundado em 1888 e em 1901 um Beagle tinha ganhado um título de Best in Show. Como no Reino Unido, a atividade durante a Primeira Guerra Mundial foi mínima, mas a raça mostrou uma recuperação muito mais forte nos EUA, quando os combates cessaram. Em 1928, ganhou vários prêmios no show do Westminster Kennel Club e, em 1939, um Beagle - Champion Meadowlark Draughtsman - havia conquistado o título de raça americana criada para o ano. Em 12 de fevereiro de 2008, um Beagle, pela primeira vez na história da competição, ficou em primeiro lugar na categoria "Melhor apresentação" do Westminster Kennel Club. Na América do Norte a raça tem estado consistentemente entre as dez raças mais populares há mais de 30 anos. De 1953 a 1959, o Beagle foi classificada como a nº 1 na lista de raças do American Kennel Club; em 2005 e 2006, a raça foi classificada no 5º lugar entre as 155 raças registradas. No Reino Unido, a raça não tem colocações tão populares, estando nas posições 28º e 30º na classificação de inscrições do Kennel Club em 2005 e 2006, respectivamente.

## Etimologia
De acordo com o Oxford English Dictionary, a primeira menção do termo beagle na literatura inglesa data por volta de 1475, na Esquire of Low Degree. A origem da palavra "beagle" é incerta, embora tenha sido sugerido que a palavra deriva do francês begueule (que significa "garganta aberta", de bayer - "aberto" - e gueule - "boca") ou da palavra beag, que significa "pouco" e provém do Inglês Antigo, do francês ou do gaélico. Outras possibilidades incluem a palavra francesa beugler (que significa "baixo") e a palavra alemã begele (que significa "repreender").
Não se sabe por que o preto e castanho kerry beagle, presente na Irlanda desde os tempos celtas, tem a descrição da raça beagle, já que tem entre 56 e 61 cm, sendo significativamente mais alto que os beagles dos dias modernos, e em épocas anteriores foi ainda maior. Alguns autores sugerem que a capacidade olfativa do Beagle podem ter vindo de cruzamentos anteriores com o kerry beagle. Originalmente utilizado para caçar veados, é hoje utilizado para a caça da lebre e arraste.

## Características

### Anatomia geral e estrutura externa

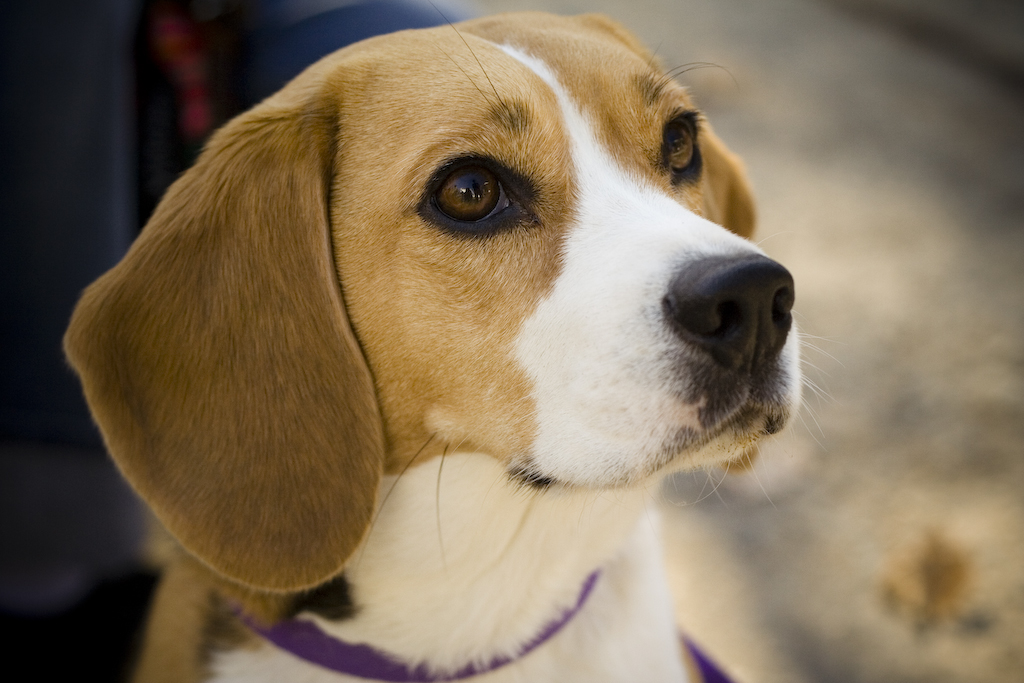
O Kennel Club (Reino Unido) define que o padrão do Beagle deve dar a impressão de qualidade, mas sem ser grosseiro.

O aspecto geral do beagle se assemelha ao de um foxhound em miniatura, mas a cabeça é mais ampla e focinho mais curto, a expressão completamente diferente e as pernas mais curtas em proporção ao corpo. Eles têm geralmente entre 33 e 41 centímetros de altura na cernelha e pesam entre 8,2 e 16 kg, com fêmeas ligeiramente menores que os machos, em média.
Eles têm um crânio liso, um pouco abobadado com um comprimento médio, focinho de corte quadrado e um nariz negro. A mandíbula é forte e os dentes-de-tesoura, juntamente aos dentes superiores encaixe perfeitamente sobre os dentes inferiores e ambos os conjuntos alinhados ortogonalmente aos maxilares. Os olhos são grandes, de cor avelã ou castanha, com um leve olhar suplicante. As grandes orelhas são longas, macias e de implantação baixa, voltando-se levemente para as bochechas e arredondadas nas pontas. Beagles têm um pescoço forte, de comprimento médio (que é suficiente para que eles facilmente dobrem até o chão para cheirar), com poucas dobras na pele, mas algumas evidências de um papo, um estreitamento no peito amplo para um abdome e cintura afilada e uma cauda pequena e um pouco curvada (conhecida como a "stern"), com ponta branca. A ponta branca, conhecida como a "bandeira" foi criada seletivamente, pois permite que o cão possa ser facilmente visto quando a cabeça está para baixo ao farejar. A cauda não enrola sobre as costas, mas está na vertical quando o cão está ativo. O Beagle tem um corpo musculoso e de comprimento médio, pelagem lisa e dura. As patas dianteiras são retas e realizadas sob o corpo enquanto as pernas traseiras são musculosas e bem anguladas no joelho.

### Coloração da pelagem

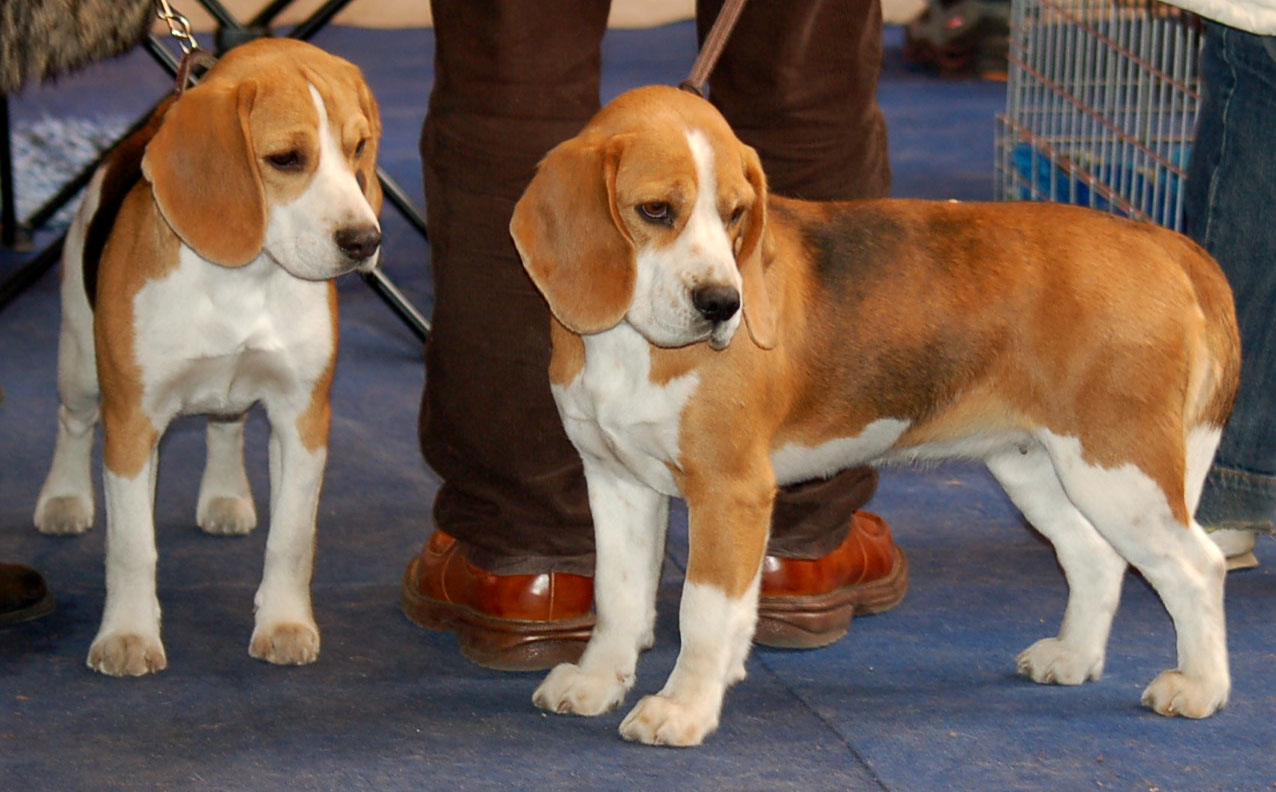
Um par de beagles tricolores.

Os beagles têm uma variedade de cores. Embora o tricolor (branco com grandes áreas de preto e sombra marrom claro) seja o mais comum, beagles pode ocorrer em qualquer cor de hound.
Cães tricolores ocorrem em vários tons, desde o "Classic Tri", com uma sela de preto (também conhecido como "Blackback"), o "Dark Tri" (onde fracas marcações de marrom são misturados com marcas pretas mais proeminentes), até o "Faded Tri" (onde fracas manchas pretas são misturados com marcas castanhas mais proeminentes). Alguns cães apresentam um padrão tricolor quebrado, por vezes referido como pied. Estes cães têm pelagem sobretudo branca com manchas de pelos pretos e pardos. Beagles tricolores nascem quase sempre pretos e brancos. As áreas brancas são normalmente estabelecidas na oitava semana, mas as áreas em preto podem desaparecer para o marrom conforme o cachorro amadurece. (O marrom pode demorar entre um e dois anos para se desenvolver plenamente.) Alguns Beagles mudam gradativamente de cor durante sua vida e podem perder a sua manchas pretas completamente.
Variedades de duas cores sempre têm uma base de cor branca, com as áreas da segunda cor. Bronzeado e branco é a variedade mais comum de duas cores, mas há uma grande variedade de outras cores, incluindo um bronzeado muito leve, vermelho, avermelhado, quase marrom, laranja, marrom escuro e preto. Variedades manchadas podem ser brancas ou pretas, com diferentes manchas de cor, como o beagle azul manchado ou Bluetick, que tem manchas que parecem ser de uma cor azul escuro, semelhante à coloração do Bluetick Coonhound. Alguns Beagles tricolores também tem várias cores em suas áreas brancas.

### Olfato
Juntamente com o bloodhound, o beagle tem um dos melhores e mais desenvolvidos sentidos olfativos entre os cães. Em 1950, John Paul Scott e John Fuller começaram um estudo de 13 anos sobre o comportamento canino. Como parte desta pesquisa, os cientistas testaram as capacidades olfativas de várias raças, colocando um rato em um campo de 4 mil m² e cronometrando quanto tempo cada cão levava para encontrá-lo. Os beagles encontraram o rato em menos de um minuto, enquanto os fox terriers levaram 15 minutos e os terriers escoceses não conseguiram encontrá-lo. Os beagles são os melhores para farejadores para seguir uma trilha no chão que estão na aromatização do ar e por este motivo foram excluídos da maioria das equipes de resgate em montanha em favor dos collies, que usam a vista, além do olfato e são mais dóceis. As longas orelhas e lábios grandes do Beagle provavelmente ajudam na captura dos aromas perto do nariz.

## Temperamento

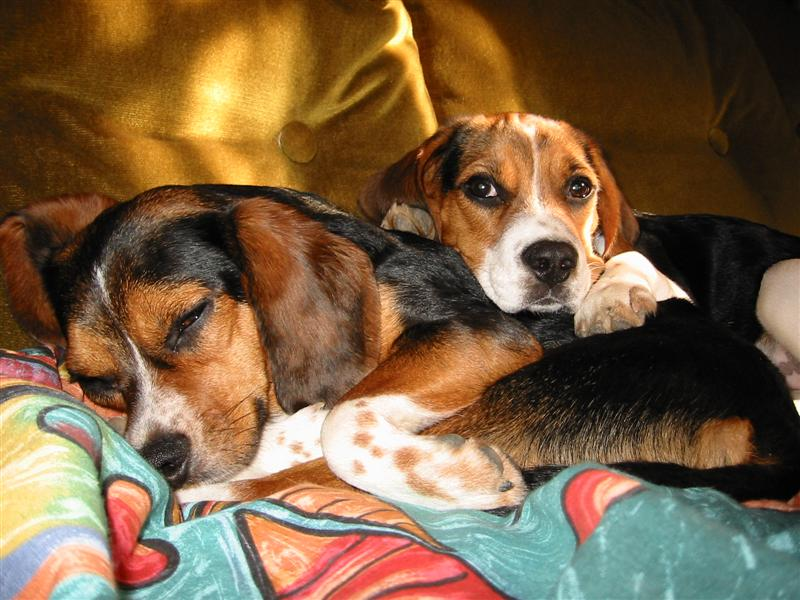
Beagles descansando.

O beagle tem um temperamento calmo e uma disposição moderada. Descrita em vários padrões de raça como "alegre", eles são amáveis e geralmente não são agressivos nem tímidos. Eles gostam de companhia e embora possam ser inicialmente retraídos com estranhos, são facilmente conquistados. Por essa razão, eles não são cães de guarda muito bons, apesar de sua tendência a latir ou uivar quando confrontados com desconhecidos, o que faz deles bons cães de vigília. Em um estudo de 1985 realizado por Ben Hart e Lynette, ao beagle foi dada a mais alta classificação de excitabilidade, juntamente com o yorkshire terrier, cairn terrier, schnauzer miniatura, west highland white terrier e fox terrier.[c]
Beagles são inteligentes mas, como resultado de serem criados para longas caças, são obstinados e determinados, o que pode torná-los difíceis de treinar. Eles geralmente são obedientes, mas podem não recordar uma vez que sentirem um aroma e são facilmente distraídos por cheiros ao seu redor. Eles geralmente não se apresentam em provas de obediência; enquanto eles estão atentos, respondem bem ao treinamento pela recompensa do alimento e são ansiosos para agradar, mas são facilmente entediados ou distraídos. A raça é classificada no 72º lugar no livro The Intelligence of Dogs (em português:  A Inteligência dos Cães) de Stanley Coren, sendo colocada entre o grupo com o menor grau de inteligência do trabalho/obediência. A escala de Coren, porém, não avalia critérios como independência, entendimento ou criatividade.
Os beagles são excelentes com crianças e essa é uma das razões para terem se tornado animais de estimação populares, mas eles são animais de grupo e podem ser propensos à ansiedade de separação. Nem todos os beagles uivam, mas a maioria late quando confrontado com situações estranhas e alguns ladram quando sentem o cheiro de uma presa em potencial. Eles também geralmente se dão bem com outros cães. Eles não são exigentes no que diz respeito ao exercício; sua resistência inata significa que eles não ficam facilmente cansados, mas também não conseguem se exercitar até a exaustão antes do descanso, embora o exercício regular ajude a evitar o ganho de peso ao qual a raça está sujeita.

## Saúde

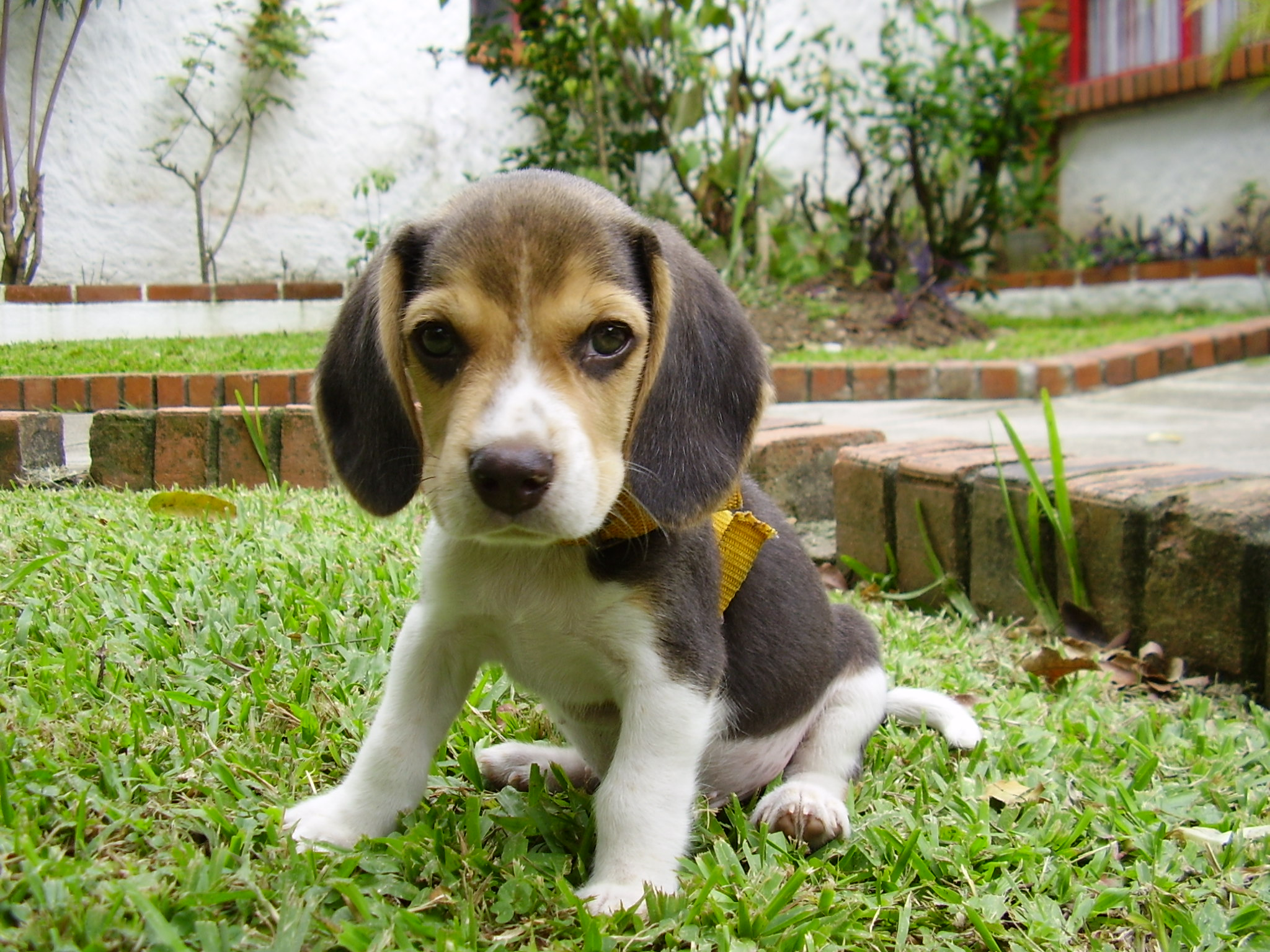
Filhote de beagle.

Geralmente a longevidade dos beagles varia de 10 a 13 anos, que é um tempo de vida típico de um cão de seu porte.
Beagles podem estar propensos à epilepsia, mas isso pode ser controlado com medicação. O hipotiroidismo e alguns tipos de nanismo podem ocorrer em beagles. Duas condições em particular são exclusivas para a raça: Funny Puppy, em que o cachorro é lento para se desenvolver e, eventualmente, se desenvolve com pernas fracas, costas tortas e, embora normalmente saudável, propenso a uma série de doenças; displasia da anca, comum em Harriers e em algumas raças maiores, raramente é considerada um problema nos Beagles. Beagles são considerados uma raça condrodistrófica, o que significa que eles estão propensos a tipos de doenças do disco.
Em casos raros, Beagles podem desenvolver artrite imunomediada poligênica (onde o sistema imunológico ataca as articulações), ainda quando novos. Os sintomas às vezes podem ser aliviados por meio de tratamentos com esteróides.

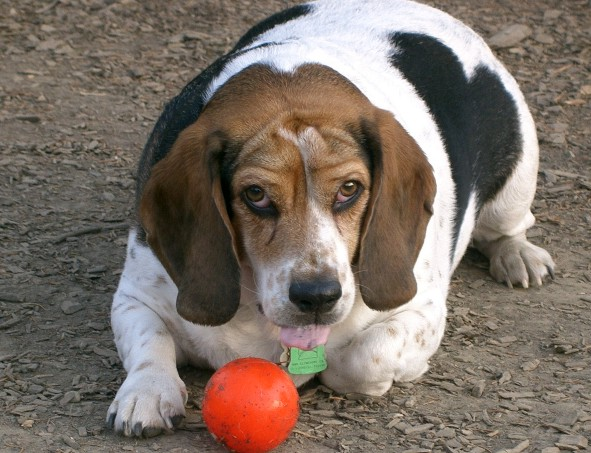
O ganho de peso pode ser um problema em cães mais velhos ou sedentários, que por sua vez pode levar a problemas cardíacos e articulares.

Suas longas orelhas de abano pode significar que a orelha interna não receber um fluxo de ar substancial ou que o ar úmido fica preso e isso pode levar a infecções de ouvido. Beagles também podem ser afetados por uma série de problemas nos olhos; duas condições comuns oftalmológicas em beagles são o glaucoma e a distrofia corneana. "Olho da cereja", um prolapso da glândula da terceira pálpebra, e distiquíase, uma condição na qual os cílios crescem no olho, causando irritação, por vezes acontecem; ambas as condições podem ser corrigidas com cirurgia. Essa raça também pode sofrer de vários tipos de atrofia da retina. Falha do sistema de drenagem lacrimal podem causar olho seco ou vazamento de lágrimas no rosto.
Como cães de campo, eles estão propensos a ferimentos leves como cortes e entorses, e, se for inativo, a obesidade é um problema comum, visto  que eles vão comer enquanto a comida estiver disponível, portanto depende de seus proprietários a regulação do seu peso. Ao correr livres, eles são também susceptíveis de apanhar parasitas, como pulgas, carrapatos, ácaros e vermes de colheita, e irritantes, como sementes de capim que podem ficar presas em seus olhos, orelhas ou patas.
Beagles podem apresentar um comportamento conhecido como espirro reverso, em que soam como se estivessem asfixiando ou com respiração ofegante, mas na verdade estão apenas sugando o ar através da boca e do nariz. A causa exata desse comportamento não é conhecida, mas não é prejudicial ao cão.

## Variações

### Variedades da raça
O American Kennel Club reconhece duas variedades distintas de beagle: a de 33 cm para cães com menos de 33 cm e a de 38 cm para aqueles entre 33 e 38 cm. O Canadian Kennel Club reconhece um único tipo, com uma altura não superior a 38 cm. O Kennel Club (Reino Unido) e os clubes filiados à Federação Cinológica Internacional (FCI) reconhecem um único tipo, com uma altura entre 33 e 41 cm.

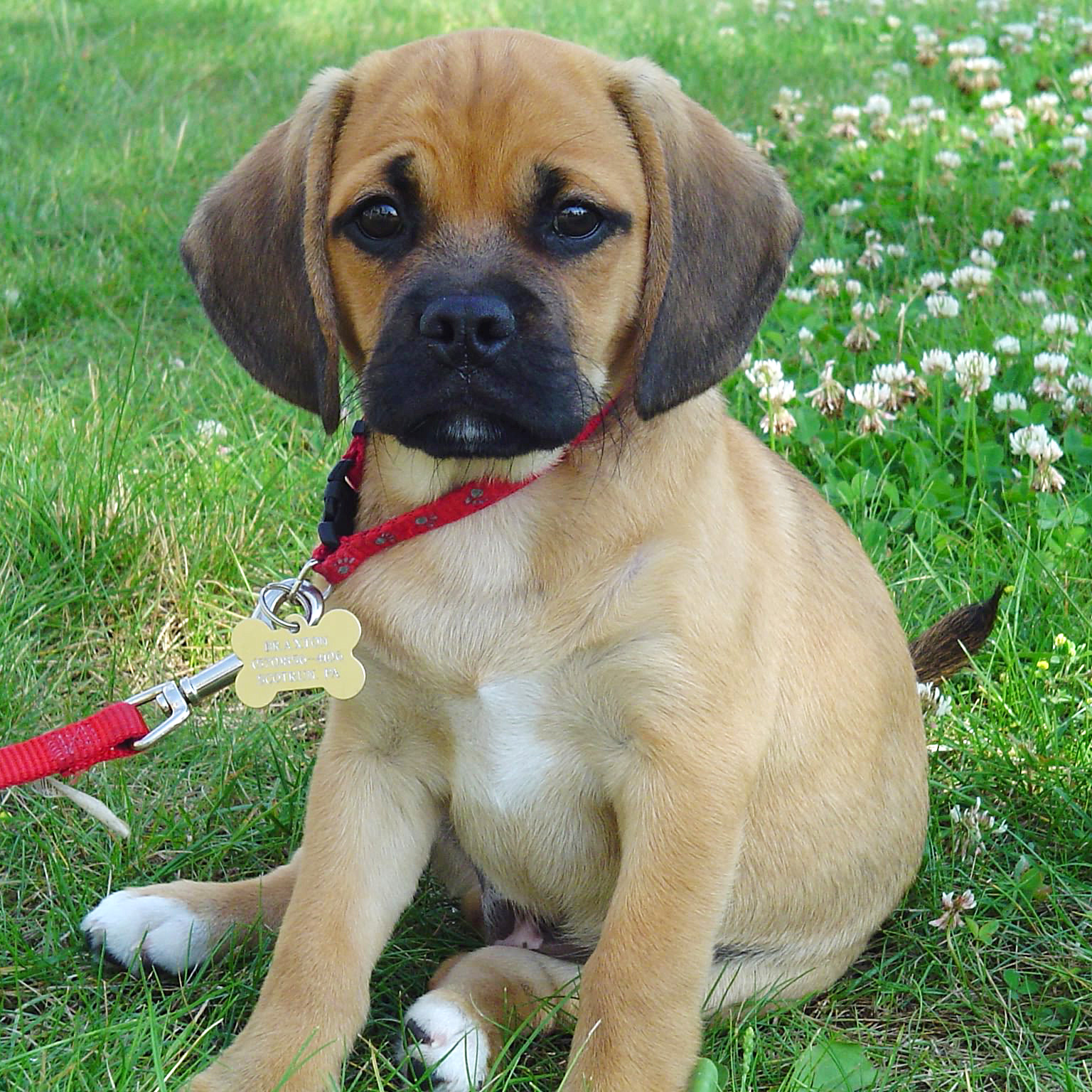
O puggle, um cruzamento entre o beagle e pug, mostra traços de ambas as raças.

As variedades inglesa e americana são por vezes mencionadas. No entanto, não há reconhecimento oficial de qualquer organização cinológica para esta distinção. O padrão de beagles do American Kennel Club - que proíbe animais com mais de 38 cm - é menor, em média, do padrão do Kennel Club, que permite alturas de até 41 cm.
Pocket beagles são publicitados para venda, mas a linhagem para esta variedade está extinta, e, embora o Kennel Club originalmente tenha especificado um padrão para essa variação em 1901, a variedade não é agora reconhecida por nenhuma organização cinológica. Muitas vezes, beagles pequenos são o resultado de uma criação deficiente ou de nanismo.
A variedade conhecida como Patch Hounds foi desenvolvida por Willet Randall e sua família em 1896 especificamente para a caça ao coelho.

### Raças mestiças
Na década de 1850, Stonehenge indicou que um cruzamento entre um beagle e um terrier escocês era um retriever. Ele criou um cruzamento para ser um bom trabalhador, silencioso e obediente, mas tinha o inconveniente de que era pequeno e mal podia carregar uma lebre.
Mais recentemente, a tendência tem sido voltada para a criação proposital de novas raças e uma das mais populares foi o cruzamento entre um beagle e um pug, conhecido como puggle. Menos empolgado do que um beagle e com uma menor necessidade de exercício, estes cães são mais adequados para ambientes urbanos. Outro cruzamento de um beagle é o "Jack-a-Bee", uma combinação entre jack russell terrier com o beagle.
O "labbe", ou "beagador", é um cruzamento entre o beagle e o labrador retriever. O cruzamento surgiu naturalmente a partir de cruzamentos em abrigos para cachorros. O labbe é um cão energético, que normalmente apresenta cor sólida, como o labrador (chocolate, preto, etc.) com branco no peito dos pés e, ocasionalmente, no queixo. O cão cresce até cerca do mesmo tamanho de um beagle grande e chega a até entre 30 e 40 quilos. A vantagem é ter a aparência e habilidade de um labrador retriever em um cão mais compacto e que é resistente a alguns problemas genéticos do labrador, e não são tão propensos a cair. No entanto, muitas vezes herdam dos beagles uma boa dose de teimosia.
Existe também o "Beago" que é um cruzamento entre o Beagle e o Golden Retriever. Ambos os cães são muito carinhosos e fáceis de treinar.

## Usos aos humanos

### Caça

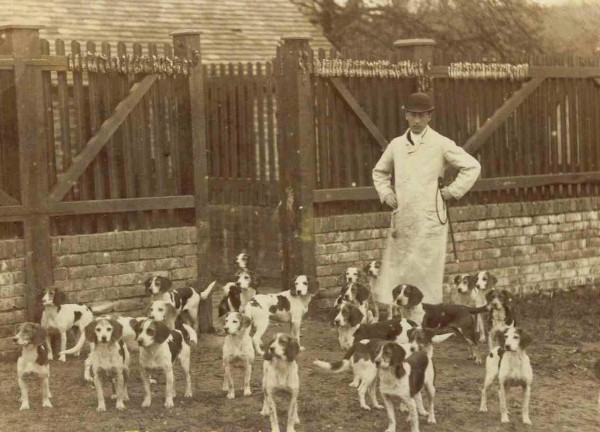
Canil de beagles (c.1885).

Os beagles foram desenvolvidos principalmente para a caça de lebres, uma atividade conhecida como beagling. Eles eram vistos como os companheiros de caça ideal para idosos que poderiam seguir a cavalo sem exercer-se, para jovens caçadores que poderiam acompanhá-los em pôneis e para os caçadores mais pobres que não podiam se dar ao luxo de manter um estábulo de bons cavalos de caça. Antes do advento da moda da caça à raposa no século XIX, a caça era um evento que levava um dia inteiro, em que a diversão era obtida a partir da perseguição, ao invés da morte. Neste cenário, o pequeno beagle pequena bem adaptado à lebre. Ao contrário dos harriers eles não iriam acabar rapidamente com a caça, mas suas excelentes habilidades olfativas e força quase garantiam que finalmente pegassem a lebre no final da caçada. As matilhas de beagles corriam em conjunto ("tão perto que eles poderiam ser cobertos com um lençol"), o que era útil em uma longa caçada, pois impedia cães vadios de obscurecer o rastro. No mato denso, os beagles eram também mais preferidos que os spaniels para caçar faisões. Com a moda de caça mais rápida, o beagle caiu em desuso para perseguir lebres, mas ainda era utilizado para a caça ao coelho.

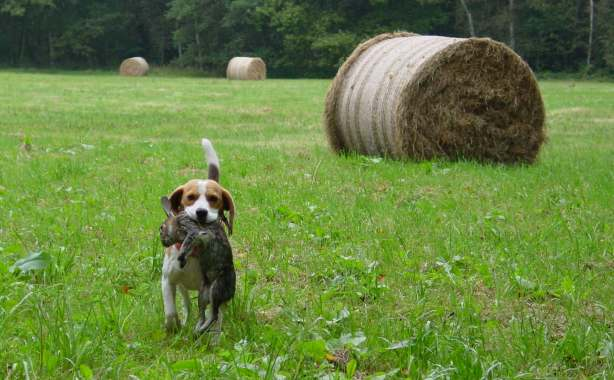
O beagle tem sido utilizada para caça ao coelho desde o início do desenvolvimento da raça.

Nos Estados Unidos, a raça foi empregada, desde as primeiras importações, principalmente na caça aos coelhos. A caça a lebre com beagles tornou-se popular novamente no Reino Unido em meados do século XIX e continuou até que ela tornou-se ilegal na Escócia pela lei de "Proteção dos Mamíferos Selvagens" de 2002, e na Inglaterra e País de Gales pela Lei de Caça 2004. Segundo esta legislação, beagles ainda podem caçar coelhos com a permissão do proprietário. A caça de arraste é popular onde a caça já não é permitida ou para aqueles proprietários que não desejam participar de atividades esportivas de sangue, mas continuam a querer exercitar as habilidades inatas do seu cão.
A matilha tradicional é composta por até 70 beagles comandados por um caçador que dirige o grupo e que é assistido por um número variável de ajudantes cuja função é retornar cães que se desviaram do grupo. O Mestre da Caça está no comando do dia-a-dia geral do grupo e pode ou não assumir o papel de caçador no dia da caça. Beagles podem também ser utilizadas individualmente ou em pares.
Como caçar com beagles foi visto como ideal para jovens, muitas das escolas públicas britânicas tradicionalmente mantinham canis de beagles. Protestos foram interpostos contra o uso de beagles para a caça pelo Eton College desde 1902, mas o canil ainda está em vigor hoje, e uma matilha usada pelo Imperial College foi roubada pela Animal Liberation Front em 2001. Canis de beagles ainda são mantidos por escolas e universidades como Eton, Marlborough, Wye, Radley, Royal Agricultural College e Christ Church.
Beagles têm sido utilizados para a caça de uma ampla variedade de espécies, incluindo a lebre-americana, coelhos-de-cauda-de-algodão, aves de caça, corças, veados-vermelhos, linces-pardos, coiotes, javalis e raposas, e foi registrado como sendo usado para caçar arminhos. Na maioria destes casos, o beagle é empregado como um cão de caça, preparando terreno para as armas do caçador.

### Quarentena

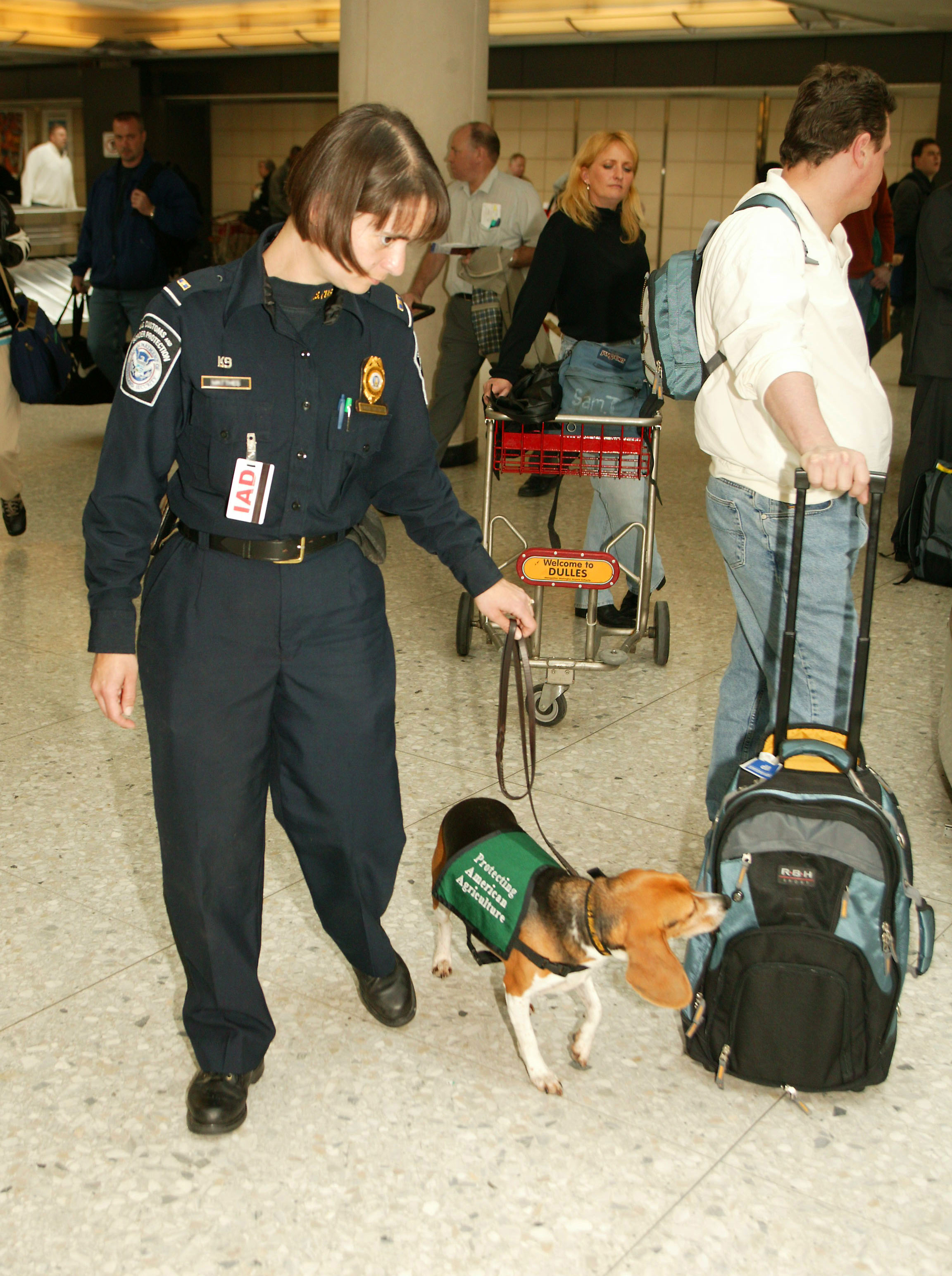
Beagles têm um excelente olfato. Este cão é empregado pela Alfândega e Agência de Proteção de Fronteiras dos Estados Unidos.

Beagles são usados como cães de detecção da Brigada Beagle do Departamento de Agricultura dos Estados Unidos. Estes cães são utilizados para detectar alimentos na bagagem nos Estados Unidos. Após a experimentação de várias raças, os beagles foram escolhidos porque são relativamente pequenos e não intimidam as pessoas que se sentem desconfortáveis em torno dos cães, são fáceis de cuidar, inteligentes e trabalham bem por recompensas. Eles também são utilizados para este fim em uma série de outras países, inclusive pela Nova Zelândia, Austrália, e Canadá, Japão e República Popular da China. Raças maiores são geralmente utilizadas para a detecção de explosivos, muitas vezes envolvem subir na bagagem e em grandes correias transportadoras, trabalho que o beagle, por ser menor, não é adequado.

### Testes
Os beagles são a raça de cães mais utilizada em testes em animais, devido ao seu tamanho e natureza passiva. Dos 8 018 cães usados em testes no Reino Unido em 2004, 7 799 eram beagles (97,3%). No Reino Unido, o The Animals (Scientific Procedures) Act 1986 deu um estatuto especial para os primatas, equídeos, cães e gatos, e em 2005 o Comitê de Procedimentos em Animais (instituído pela lei de 1986) decidiu que os testes em ratos eram preferíveis, apesar de um maior número de animais individuais estarem envolvidos. Em 2005, beagles foram envolvidos em menos de 0,3% do total dos experimentos em animais no Reino Unido, mas dos 7 670 experimentos realizados em cachorros, 7 406 envolveram beagles (96,6%). A maioria dos cães são criados especificamente para os testes, por empresas como a Harlan. No Reino Unido, empresas de criação de animais para pesquisas devem ser licenciadas sob o Animals (Scientific Procedures) Act.
Testes de produtos cosméticos em animais são proibidos em Estados membros da Comunidade Europeia, embora a França tenha protestado contra a proibição e tem feito esforços para que seja permitido. Testes do tipo são permitidos nos Estados Unidos, mas não são obrigatórios se a segurança puder ser verificada por outros métodos e se as espécies usadas nos testes não forem especificadas pelo Food and Drug Administration (FDA). Em testes de toxicidade de aditivos alimentares, contaminantes dos alimentos e alguns medicamentos e produtos químicos, o FDA usa beagles e porcos miniatura, como substitutos para o teste humano direto.
Grupos antivivissecção têm relatado sobre o abuso de animais dentro das instalações de testes. Em 1997, uma filmagem feita secretamente por um jornalista freelance dentro do Huntingdon Life Sciences, no Reino Unido, mostrou uma equipe batendo e gritando com beagles. Consort Kennels, um criador britânico de beagles para testes, fechou em 1997, após pressão de grupos de direitos dos animais.
Em outubro de 2013, na cidade São Roque, no interior do estado brasileiro de São Paulo, ativistas protestaram e invadiram o Instituto Royal, sob a acusação de utilizarem os beagles para testes de seus produtos.

### Pesquisa médica
Nos Estados Unidos, onde as raças de cães utilizados não são especificadas (embora características de beagles sejam fortemente percebidas em trabalhos de pesquisa publicados) o número de testes realizados a cada ano em cães caiu em dois terços, de 195 157 para 64 932, no período 1972-2004. No Japão, as leis sobre a experiências em animais não necessitam de informação sobre os tipos ou número de animais utilizados e na França, pela proporção de inspetores em relação às instalações de testes, o ambiente regulatório é de confiança.
Beagles são usados em uma variedade de procedimentos de pesquisa: pesquisa biológica fundamental, aplicada à medicina humana, medicina veterinária aplicada e proteção do homem, animais ou o ambiente.

### Outros usos
Apesar de criados para a caça, beagles são versáteis e são hoje utilizados para vários outros papéis, desde terapia, detecção e como animais de estimação de famílias. Beagles são usados na Austrália como cães farejadores para a detecção de cupins e têm sido apontados como possíveis candidatos para detecção de drogas e explosivos. Devido à sua natureza delicada e forma imponente, eles também são frequentemente usados zooterapias, visitando os doentes e idosos em hospitais. Em junho de 2006, um beagle de  assistência treinado foi creditada por salvar a vida de seu proprietário após o uso de telefone celular do seu dono para discar um número de emergência. Logo após o terremoto no Haiti em 2010, um cão beagle de busca e salvamento com uma equipe de resgate colombiana encontrou a localização do proprietário do Hotel Montana, que foi posteriormente resgatado após passar 100 horas soterrado nos escombros.

## Na cultura popular
Beagles já foram apresentados através de uma ampla variedade de mídias. As referências ao cão começam a surgir antes do século XIX em obras de escritores como William Shakespeare, John Webster, John Dryden, Thomas Tickell, Henry Fielding, William Cowper e na tradução de Alexander Pope da Ilíada de Homero.[d]
Beagles aparecem em tiras de quadrinhos e desenhos animados da década de 1950 com o personagem Snoopy (considerado o "beagle mais famoso do mundo"), dos quadrinhos Peanuts, Odie, da história em quadrinhos Garfield, os Irmãos Metralha da Walt Disney e Espirro, o companheiro constante de João Grandão, da história de Hanna-Barbera.
A raça também já foi representada em diversos filmes, tendo um papel central em Cats & Dogs, Cats & Dogs: The Revenge of Kitty Galore, nos papéis principais da adaptação do livro Shiloh, de Phyllis Reynolds Naylor e na animação Underdog, da Walt Disney. Eles têm desempenhado papéis coadjuvantes em filmes como The Monster Squad e The Royal Tenenbaums; e em séries de televisão, como Star Trek: Enterprise, EastEnders e The Wonder Years, entre outros.
Bagel, um dos dois beagles de Barry Manilow, apareceu em diversas de suas capas. O ex-presidente dos Estados Unidos, Lyndon Johnson, tinha vários Beagles e causou uma polêmica quando ele pegou um deles aos seus ouvidos durante uma saudação oficial no gramado da Casa Branca.
O navio em que Charles Darwin fez a viagem que forneceu o material para o seu livro A Viagem do Beagle e grande parte da inspiração para a obra A Origem das Espécies chamava-se HMS Beagle que, por sua vez, emprestou seu nome à malfadada sonda marciana britânica Beagle 2.